# Szent őrangyalok kápolna
A nagyváradi Szent őrangyalok kápolna műemlékké nyilvánított épület Romániában, Bihar megyében. A romániai műemlékek jegyzékében a BH-II-m-A-01079 sorszámon szerepel.